# Пьетро Цено
Пьетро Цено (Pietro Zeno) (ум. 1427) — сеньор Андроса и Сироса с 1384, венецианский дипломат.
Родился ок. 1370 г. Сын венецианского байло Негропонта (1331–33), которого тоже звали Пьетро.
В начале 1384 года отец женил его на Петронилле Криспо, дочери Франческо I Криспо, герцога Наксоса, который с помощью этого брака хотел обеспечить себе поддержку республики. В приданое Пьетро получил острова Андрос и Сирос.
В конце 1390-х гг. участвовал в переговорах по возвращению Венеции Аргоса, захваченного деспотом Мореи Теодором I Палеологом.
В 1402 году, после разгрома турок в битве при Анкаре, послан в Оттоманскую империю за поддержкой против флорентийца Антонио Аччайоли, объявившего себя герцогом Афин.
Воспользовавшись тем, что турки боялись консолидации христианских сил, добился от Сулеймана Челеби многих уступок. В частности, согласно заключённому в январе или начале февраля 1403 г. Галлиполийскому договору подтверждалась власть Венеции над побережьем Греции напротив острова Эвбея. Также султан согласился признать передачу госпитальерам графства Салона, на освобождение от платимых до сих пор даней, на облегчения в торговых сношениях. Греческому императору он возвратил Фессалоники с македонскими провинциями, острова Скопелос, Скиатос, Скирос, всю Фессалию, части Пелопоннеса и даже крепости на черноморском побережье.
В 1404 году Пьетро Цено возглавлял посольство в Англию, которое не смогло добиться каких-либо ощутимых результатов.
Несмотря на дипломатические таланты, не смог отстоять свои владения от турецких набегов, и был вынужден согласиться выплачивать дань и предоставить гавань для швартовки турецких кораблей.
Умер в 1427 году. Ему наследовал сын — Андреа Цено, после смерти которого в 1437 году острова Андрос и Сирос захватили венецианцы. В 1440 г. они передали их Крузино I Соммарипа.